# 財産処分価額
財産処分価額（ざいさんしょぶんかがく）とは、企業の解散、清算を前提として、直ちに不動産等の財産を処分し、事業を清算することを想定した価額であり、早期の処分可能性を考慮した市場で形成されるであろう処分価額をいうとされている。
破産法に基づく破産手続き、特別清算手続きなどにより、会社をクーロズする場合に、破産宣告時又は解散時における時価によって把握される。企業再生を目的とした事業継続価値に対応する概念である。

## 評価の方法
実務上、市場価値の価額に早期売却に伴う市場減価行い、更に通常予想される売却費用等を控除して求める。

## 整理手続
破産
破産法は、倒産企業と個人を清算するための法で、倒産法の基本法といわれる。支払不能や債務超過などの破産原因があると、債務者又は債権者の申立によって、裁判所はその債務者について「破産宣告」をする。破産宣告と同時に「破産管財人」が選任され、破産管財人が破産者の管理処分権を取得し、破産者の財産を集めて換価し、債権者に対して平等の割合で「配当」する破産手続。
特別清算
株式会社について破産手続によることなく、債権総額の4分の3以上の債権を有する債権者の多数決で可決した「協定案」や債務者との和解などに基づいて清算する手続。特別清算は商法における制度である。